# Geheugen van Nederland
Pour les articles homonymes, voir GVN.
Le site néerlandais Geheugen van Nederland (La Mémoire des Pays-Bas) (sigle: GvN) figure à côté de l'American Memory pour l'histoire des États-Unis, parmi les plus importants sites d'archives écrites et iconographiques, sonores et cinématographiques consacré au passé des Pays-Bas.
Il est divisé en 76 ensembles de collections.
C'est un projet de la Bibliothèque Royale et a été mis sur pieds de 2000 à 2003 avec l'aide d'un subside de 7 millions d'euros en suivant l'exemple de l'American Memory.